# Дійство
Дійство — дія, чин, явище, те, що відбувається. Слово «дійство» походить від однокореневого з ним слова «дія», яке може використовуватись для позначення будь-яких змін, які відбуваються у Всесвіті, при цьому причина змін, те, що викликає зміни називається словом «діяч».
Також дійство можна розглядати як складну дію, тобто певну сукупність простих дій, на що вказує старослов'янська приставка «-ство», що використовується для позначення сукупності.
Поряд зі словами «дія» і «дійство» в деяких випадках можуть використовуватись слова «чин» або «служба» які зустрічаються вже у старослов'янській мові, зокрема в перших перекладах Псалтиря і Святого Писання, які здійснені протягом I-го тисячоліття по Р. Х. Слово «чин» також може використовуватись як замінник (синонім) до слова «діяч», що дає змогу пояснити назву посадової особи — чин (посада).

## Історія
В людському суспільстві ще в сиву давнину з'являється особливий вид дійств, діяльності — символічні, тобто дії, завданням яких є передача певної інформації про інші дії, події, дійства, які відбуваються у всесвіті. Саме в ті часи зароджуться такі важливі для людського суспільства дійства які ми знаємо під назвами священнодійство, містерія, театр, літургія, вистава, танець, шоу і т. д.
Священнодійство або літургія — один з найстародавніших видів символічних дійств. У часи Середньовіччя в християнській церкві одним із завдань літургії проголошувалося навчання віруючих правильним поглядам на будову всесвіту і на життя людей у ньому. Всі дії і предмети, які використовуються при її проведенні несуть глибокий символічний зміст, заснований на світобаченні людей тих часів.
Це також стало однією з причин заборони Церквою в ті часи на відвідування і участь віруючих у театральних дійствах, оскільки вважалося, що театральні дійства сприяли формуванню у віруючих викривленого світосприйняття і неправильних знань про світобудову.